# تپه جوهک
تپه جوهک مربوط به سده‌های اولیه دوران‌های تاریخی پس از اسلام است و در شهرستان شمیرانات، بخش لواسانات، روستای کند واقع شده و این اثر در تاریخ ۱ مهر ۱۳۸۲ با شمارهٔ ثبت ۱۰۳۸۲ به‌عنوان یکی از آثار ملی ایران به ثبت رسیده است.